# San Martín de Valvení (kommunhuvudort)
San Martín de Valvení är en kommunhuvudort i Spanien.   Den ligger i provinsen Provincia de Valladolid och regionen Kastilien och Leon, i den centrala delen av landet, 160 km norr om huvudstaden Madrid. San Martín de Valvení ligger 736 meter över havet och antalet invånare är 108.
Terrängen runt San Martín de Valvení är platt norrut, men söderut är den kuperad. Runt San Martín de Valvení är det glesbefolkat, med 19 invånare per kvadratkilometer. Närmaste större samhälle är Valladolid, 16,9 km sydväst om San Martín de Valvení. Trakten runt San Martín de Valvení består till största delen av jordbruksmark.